# Padrón (La Corogne)
Padrón, anciennement dénommée Iria Flavia, est une commune de Galice, en Espagne, située en amont d'un estuaire galicien, la ría de Arousa, sur les rives de la Sar et de l'Ulla que borde une promenade ombragée souvent évoquée dans les poèmes de Rosalía de Castro, à vingt kilomètres au sud-est de Saint-Jacques-de-Compostelle, dans la province de La Corogne. Cette petite ville a donné son nom à une variété de piments verts, les pimientos de Padrón. Grillés, servis en tapas ou en apéritif, ils sont connus dans toute l'Espagne.

## Histoire

### Iria Flavia
Iria Flavia est le nom sous lequel était connue la ville de Padrón durant l'Antiquité et le Moyen Âge. Elle prit le nom d'Iria Flavia lorsque Vespasien y installa ses vétérans. Elle était la capitale de la région, située sur le chemin qui allait de Braga à Astorga. La colonie romaine a probablement été construite sur un emplacement favorable, surplombant l'entrée de la mer, la Ría de Arousa, et la convergence des deux vallées, celles des rivières Sar et Ulla.
Selon la tradition, c’est à Iria Flavia que l'Apôtre saint Jacques aurait prêché pour la première fois pendant son séjour en Espagne. Ses disciples Théodomir et Athanase auraient apporté son corps et sa tête, peu après son supplice, depuis Jérusalem dans une barque de pierre, en sept jours, sans voile ni gouvernail. La barque aurait été amarrée à un pedrón (une pierre), d'où le nom actuel de la ville. Les deux disciples, après avoir enterré le corps de l'apôtre, seraient restés prêcher à Iria Flavia. Quand la ville de Padrón se développa, elle engloba Iria Flavia qui ne devint plus qu'un simple arrondissement ou un lieu-dit.

### Diocèse d'Iria Flavia
Iria Flavia était un siège épiscopal, suffragant de l'archevêché de Braga, dès le début du christianisme dans la Gallaecia romaine et jusqu'au Moyen Âge. Le roi des Asturies Alphonse II transféra l'évêché à Saint-Jacques-de-Compostelle peu après la découverte de la tombe de saint Jacques.
La confirmation officielle de ce changement eut lieu lors du concile de Clermont-Ferrand en 1095, sous le pape Urbain II.

## Patrimoine

### L'église Saint-Jacques

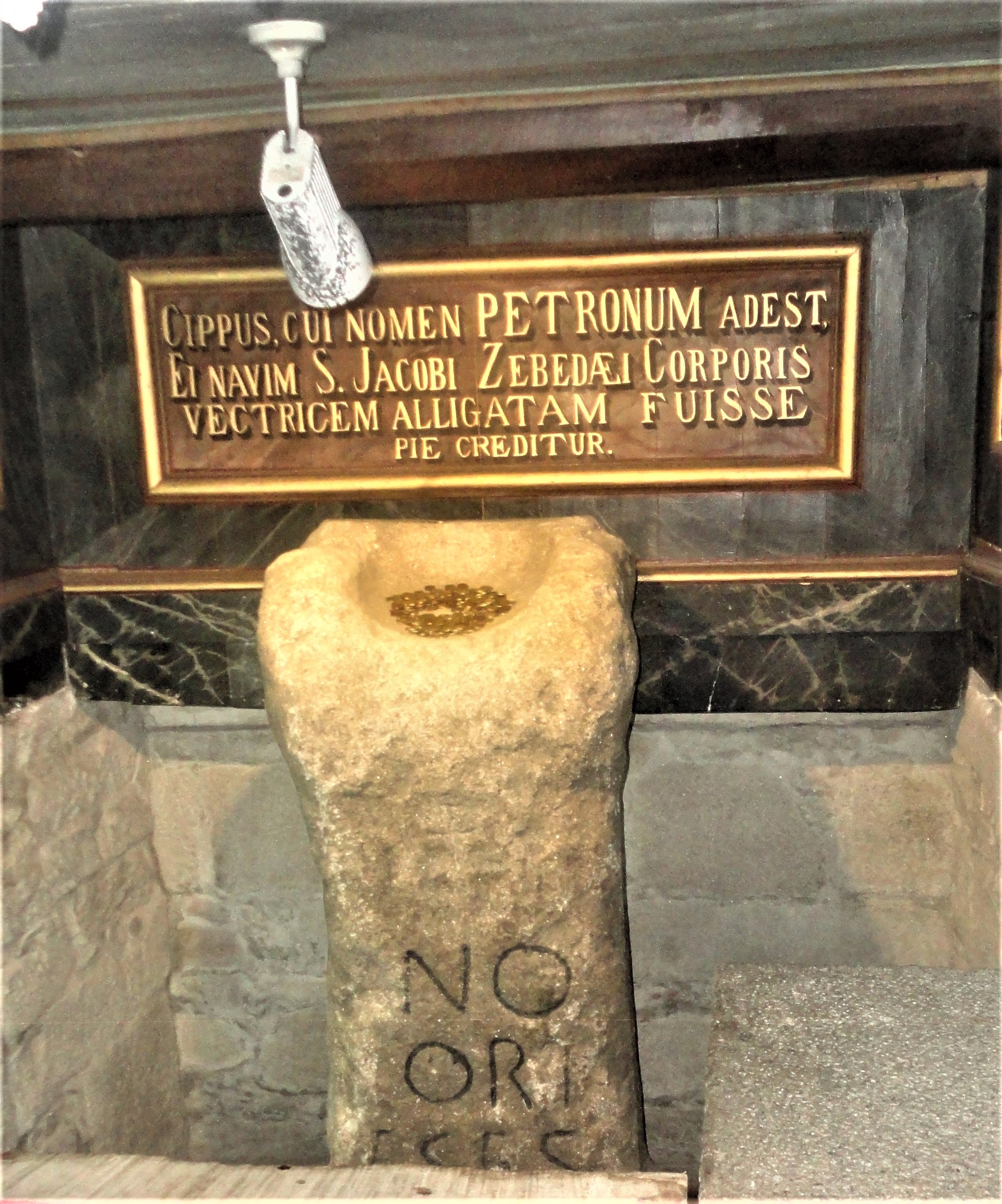
Cippe à laquelle aurait été amarrée la barque de Saint Jacques.

Dans l'église Saint-Jacques, sous l'autel, est conservée la pierre (el pedrón, qui a donné le nom à la ville) à laquelle l'embarcation de l'apôtre aurait été arrimée le 8 des calendes (le 25 juillet 44). Selon une des légendes de la translation de saint Jacques, son corps fut en effet placé dans un cercueil de cèdre et mis dans une barque de pierre (sans voile ni gouvernail) par ses sept disciples, laquelle fut guidée par des anges jusque dans cet estuaire de Galice.
Un pèlerin du XVe siècle raconte que, sur une grosse pierre, « on peut encore voir dessus la trace du pied de saint Jacques. Là où son corps et sa tête avaient reposé, il y avait une empreinte comme si la pierre fut de la cire ». Il s'agirait en réalité d'un autel sacrificiel, la cavité qu'elle présente serait destinée à recueillir le sang des victimes. Elle comporte une  inscription elliptique romaine, dédiée à une divinité marine. À 4 km au nord de Padrón se trouve l’église de pèlerinage, Nuestra Señora de la Esclavitud.

### Musée de Rosalía de Castro
Non loin de la ville se trouve une maison de granit rustique, autrefois propriété de la célèbre poétesse Rosalía de Castro (1847-1885), galicienne d'inspiration mélancolique, qui vécut et mourut ici. La Casa da Matanza est aujourd'hui un musée.

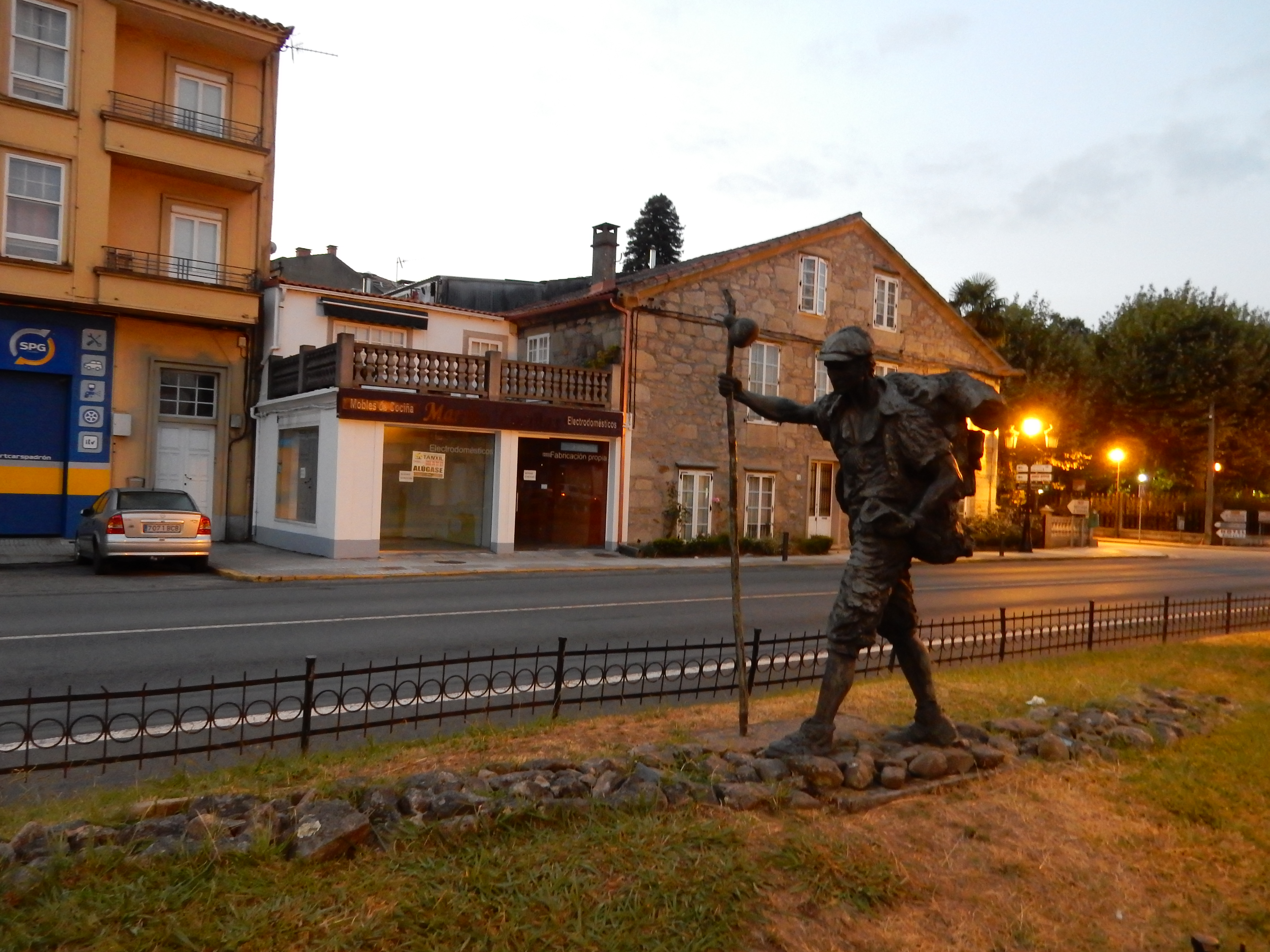
Statue du pèlerin sur le chemin de Saint-Jacques.

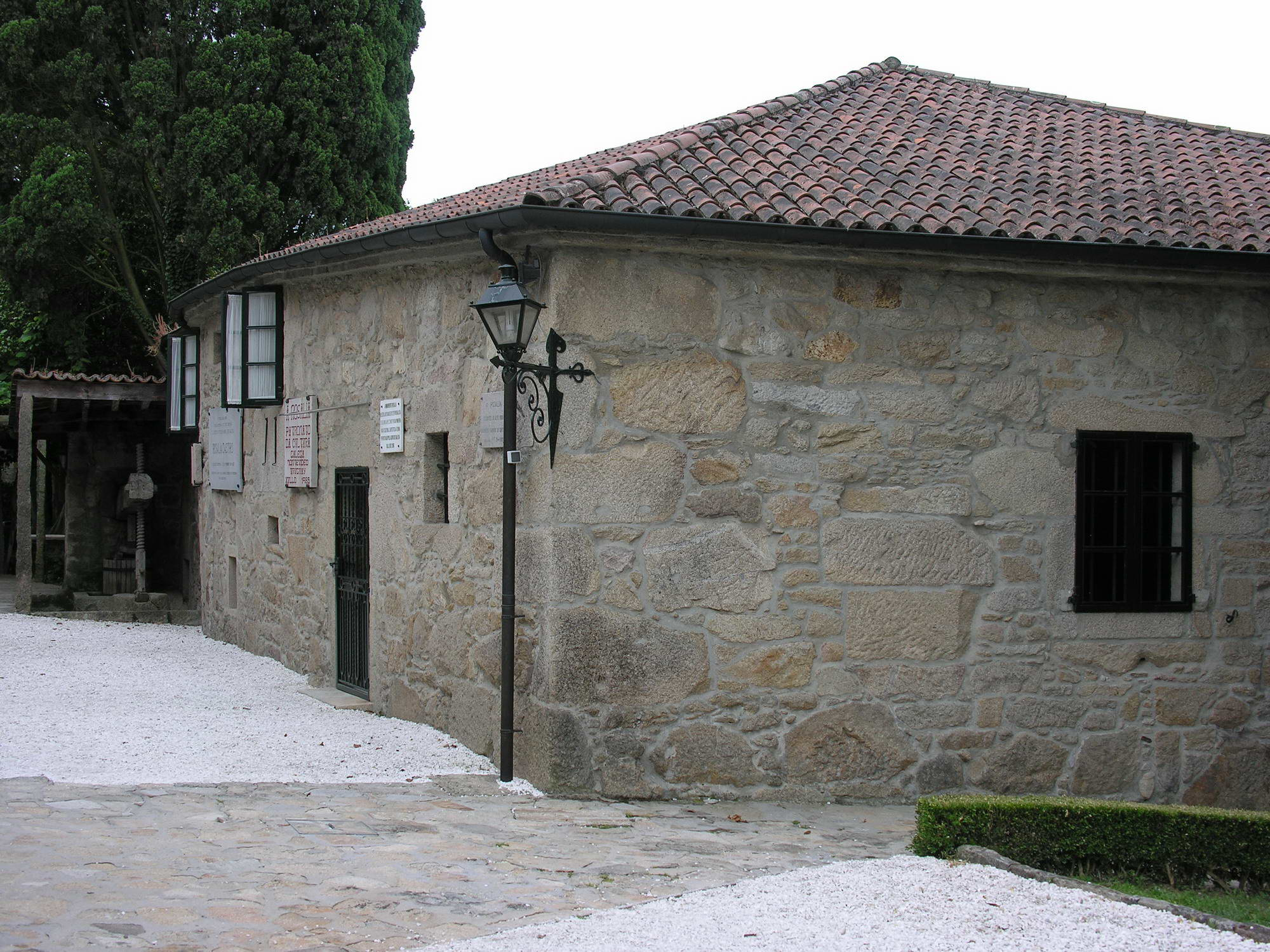
Maison-musée de Rosalia de Castro.

Padrón est aussi la ville natale de l'écrivain Camilo José Cela, prix Nobel de la littérature en 1989.

## Personnalités liées à la commune
- Juan Rodríguez de la Cámara (1390-1450), dont le nom est parfois francisé en Jehan Rodrigues de la Chambre, est un écrivain et poète galicien
- Rosalía de Castro (1837-1885), une figure fondatrice et emblématique de la littérature galicienne moderne
- Camilo José Cela (1916–2002), un écrivain espagnol et lauréat du Prix Nobel de littérature.

## Légendes
Le saint se serait arrêté sur el monte Santiaguino. Un ermitage et quelques ensembles de mégalithes rappellent son séjour. Des légendes populaires médiévales rapportent que certains des rochers se sont ouverts miraculeusement pour le soustraire aux païens qui voulaient le tuer. Au XVe siècle, des pèlerins allemands se glissèrent dans l'une de ces grottes dans l'espoir de se voir absous de tous leurs péchés.  L'un d'eux y perdit connaissance et ses compagnons le sortirent à grand peine, « tout noir et affaibli ». La Fuente de Santiago (fontaine de saint Jacques) : un jour, saint Jacques s'était retiré sur une colline pour pleurer car il n'avait pu convertir que deux hommes. Comme il avait soif, il enfonça son bâton dans la terre, d'où jaillit une source qui coule toujours.

## Galerie d'images

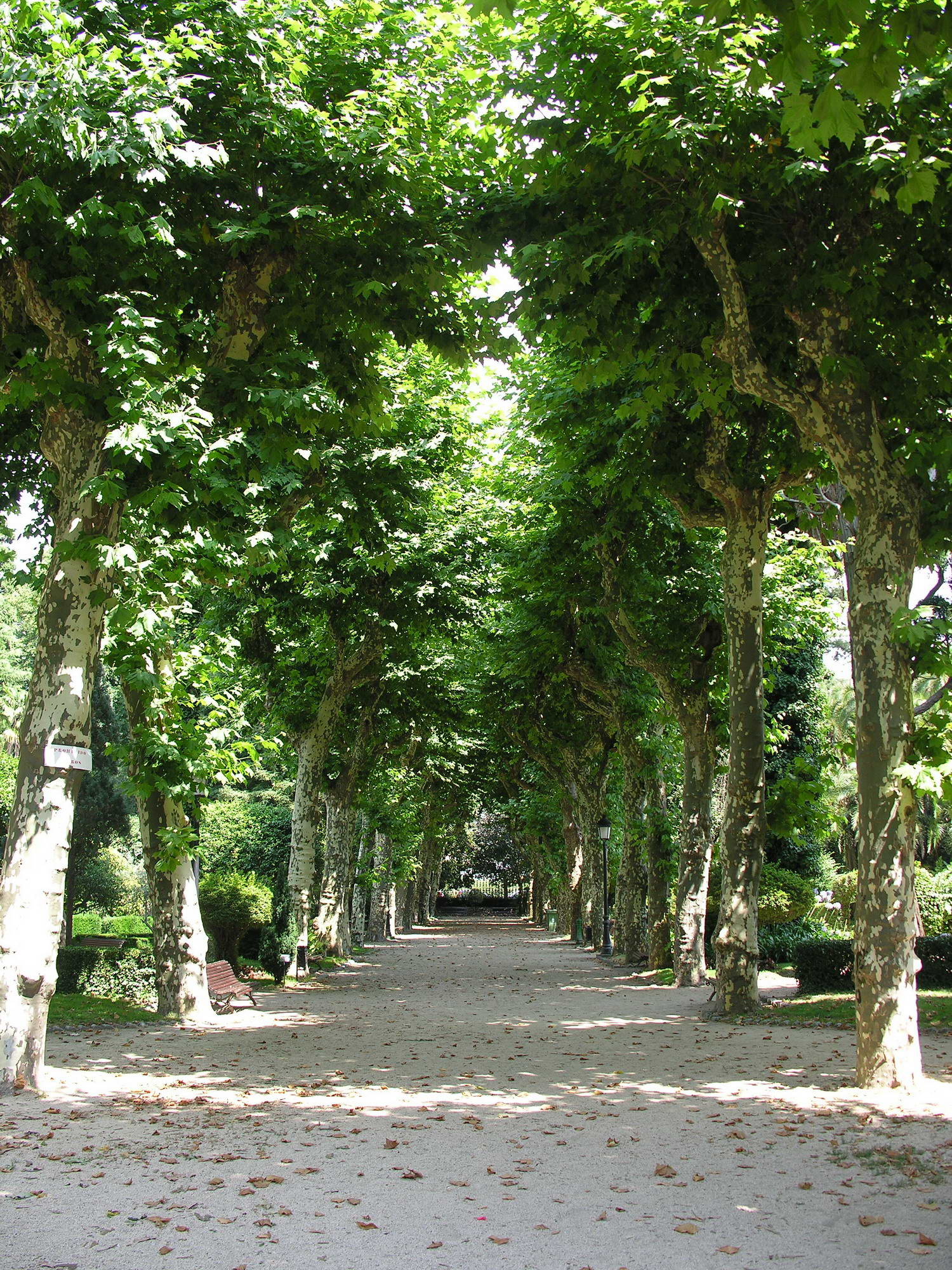
Entrée du jardin botanique de Padrón
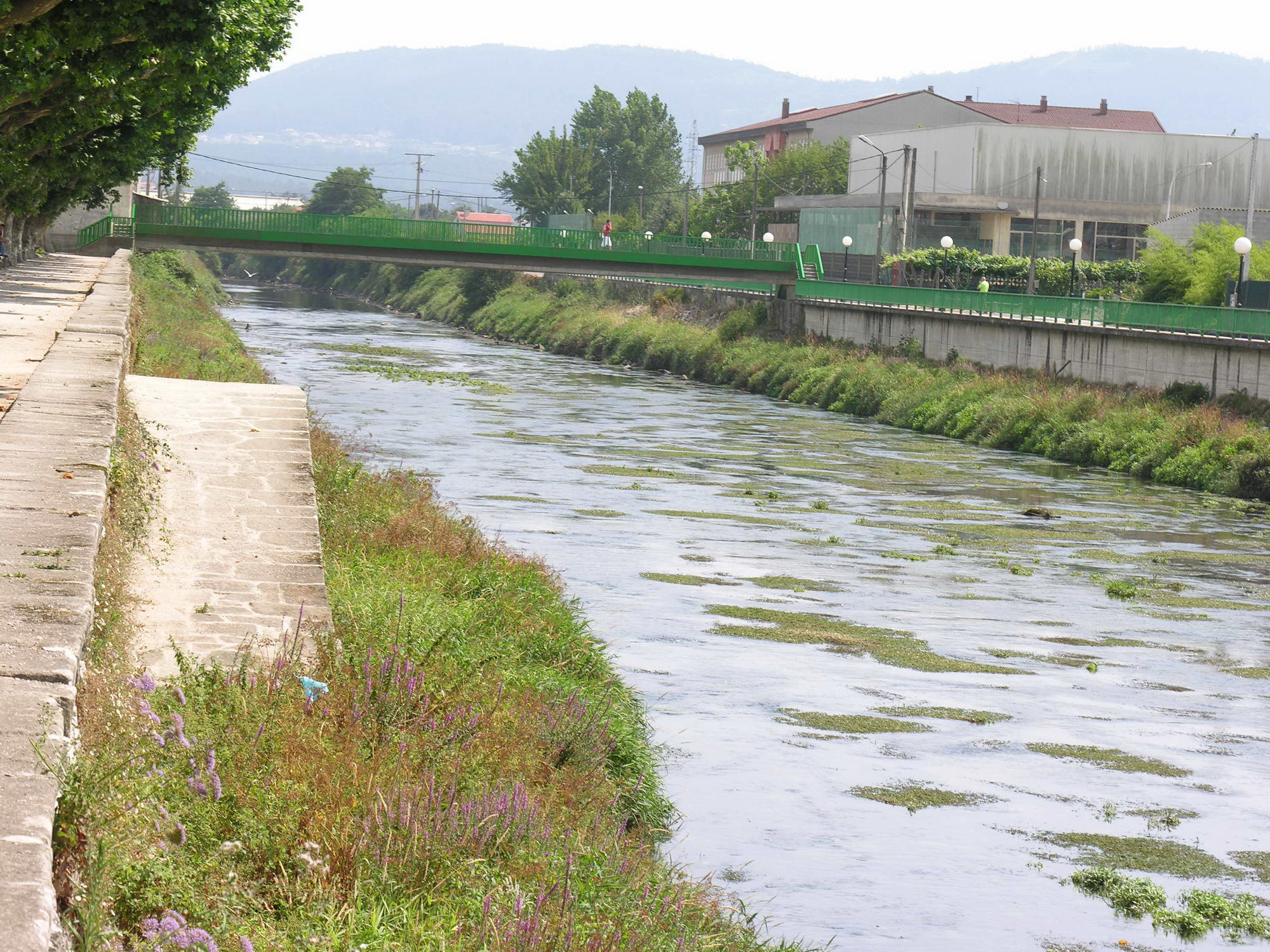
La promenade le long de la rivière Sar
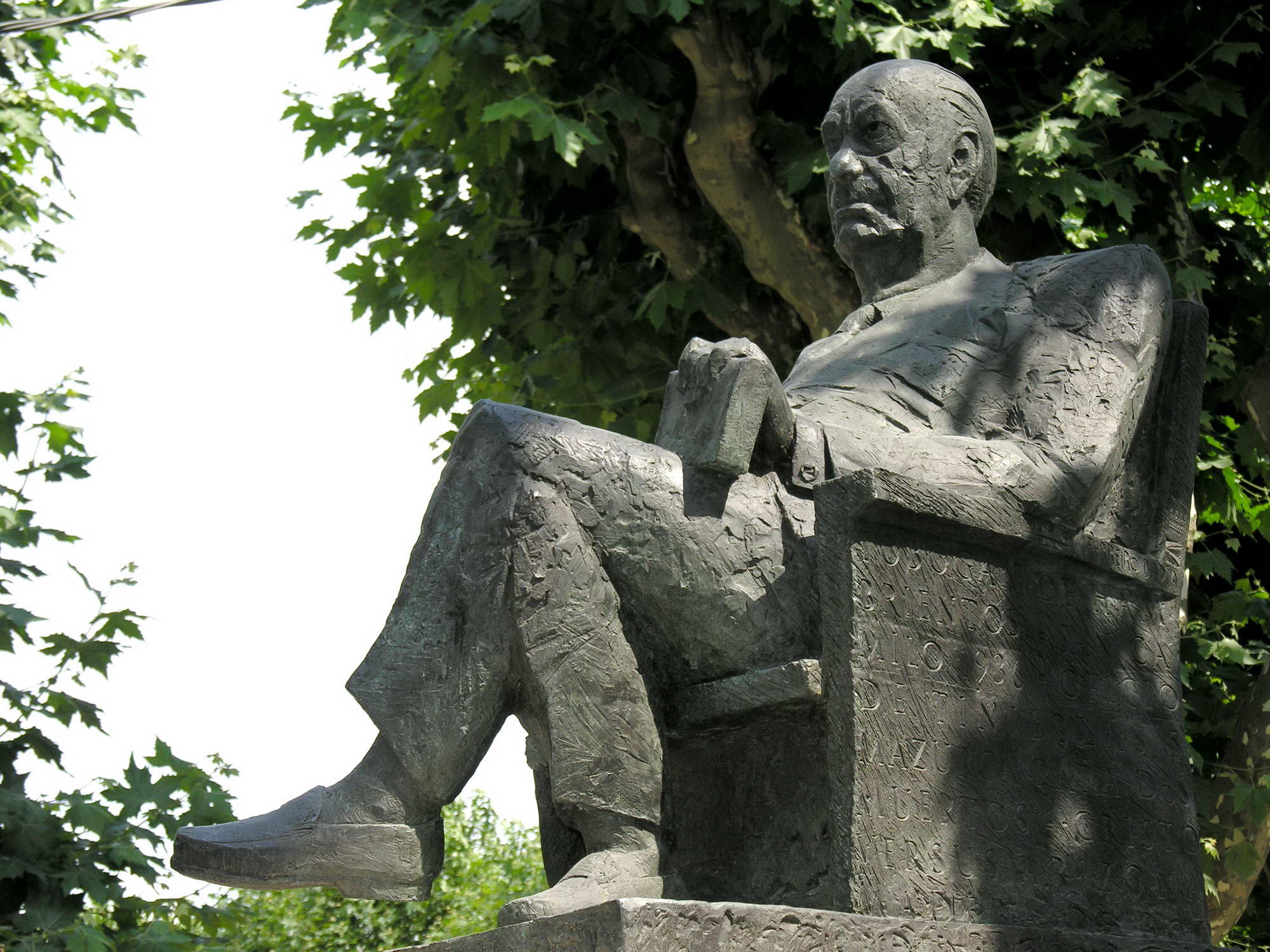
Statue de Camilo José Cela
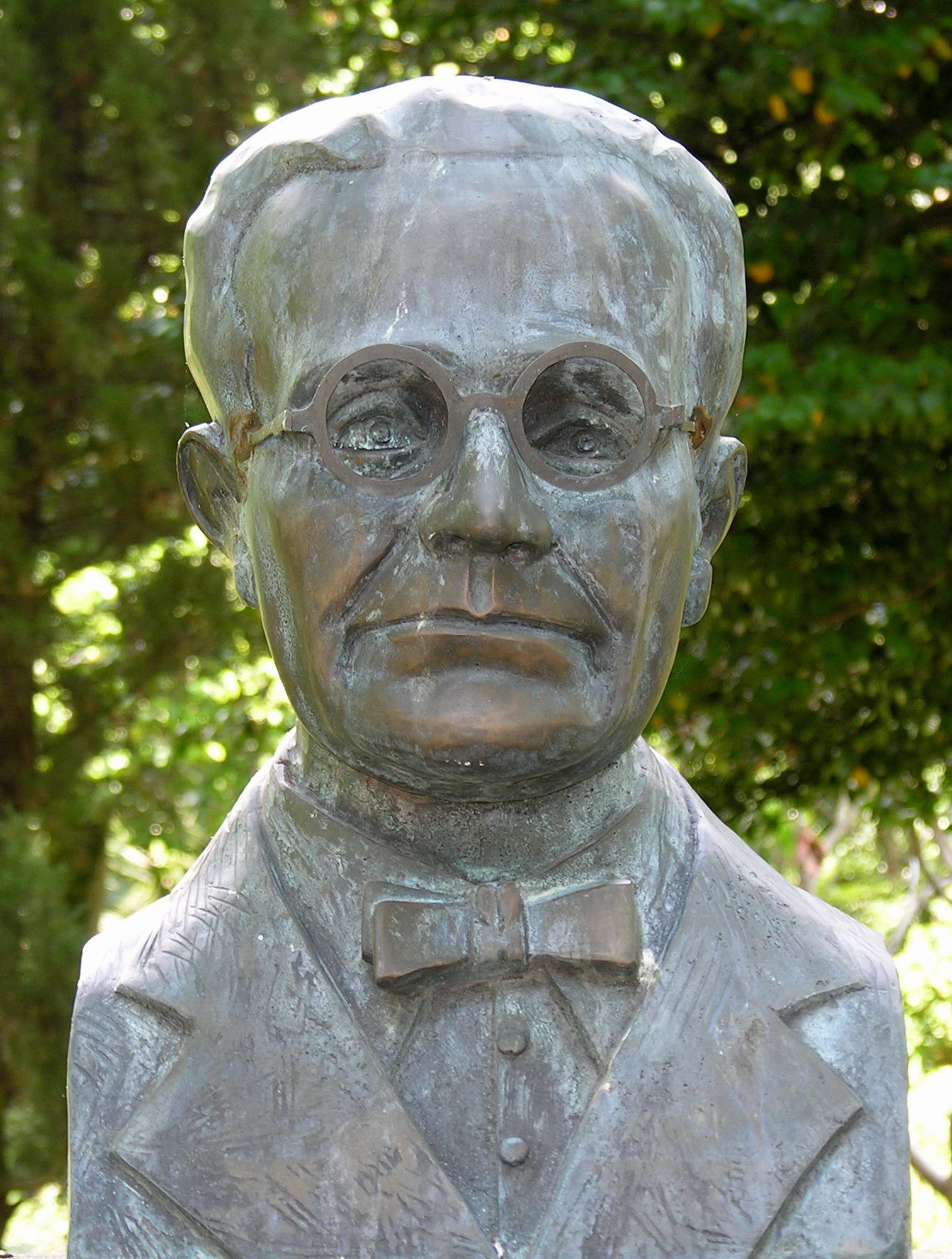
Buste de Castelao
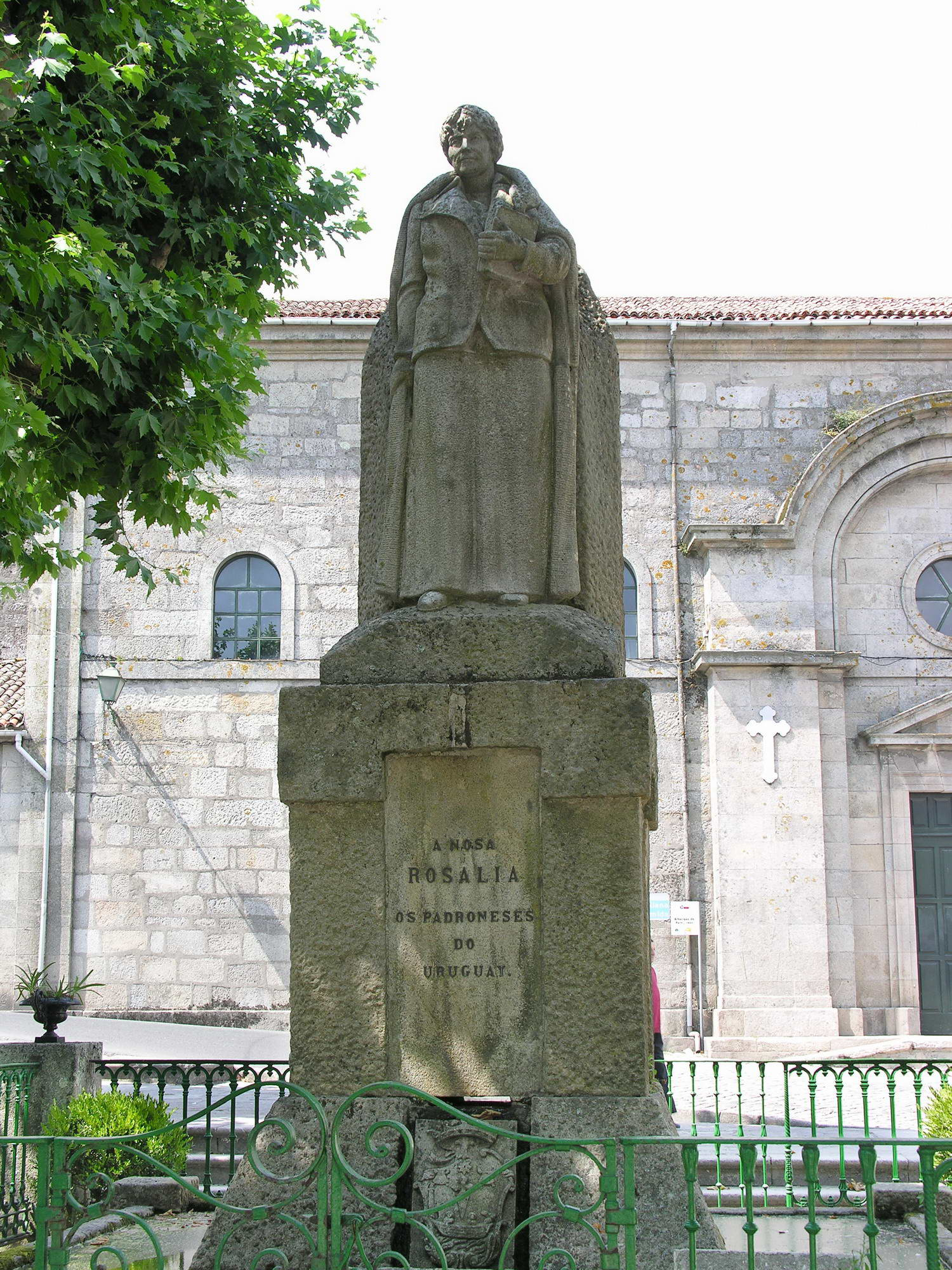
Statue Rosalía de Castro
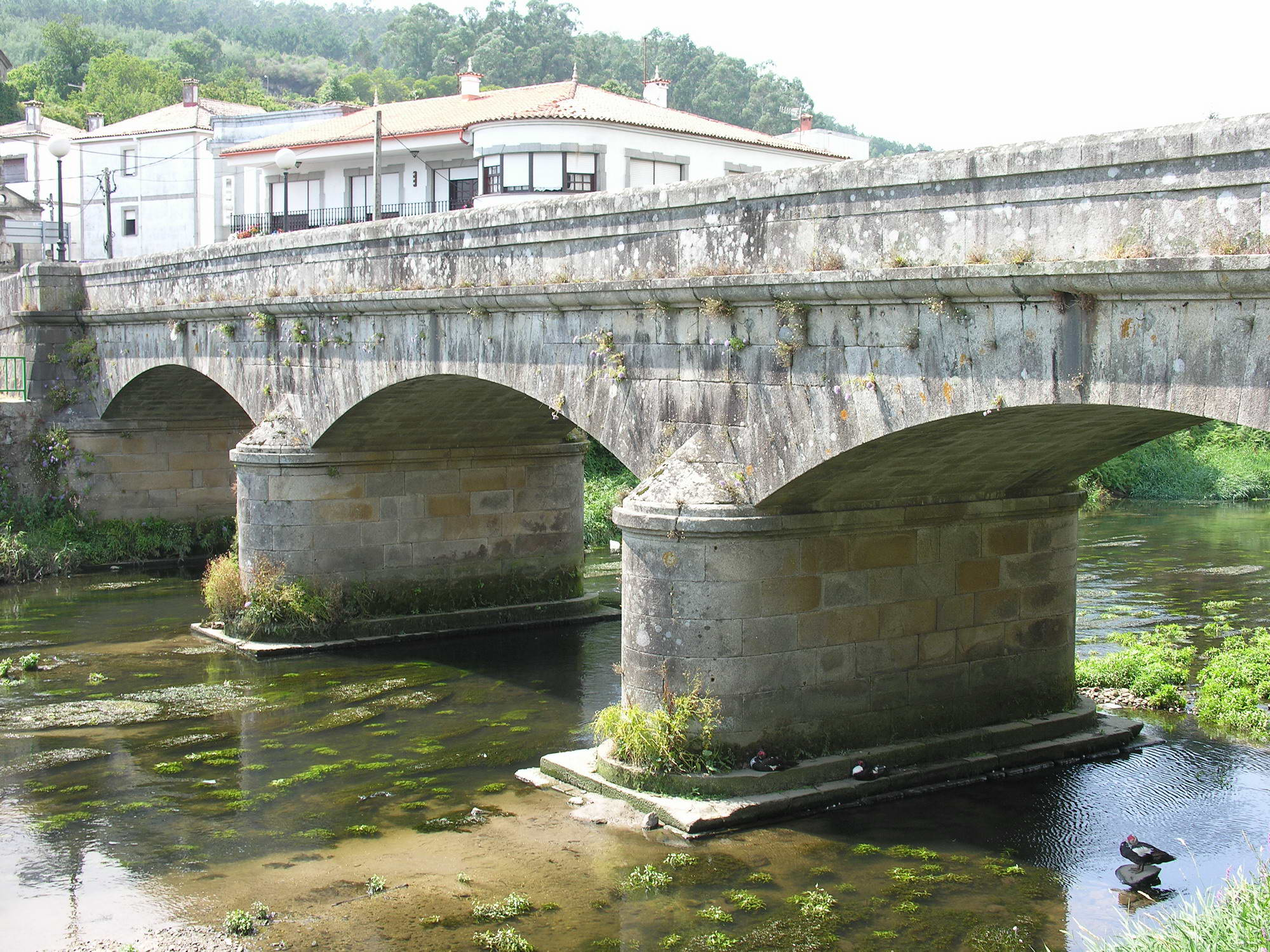
Pont sur la rivière Sar
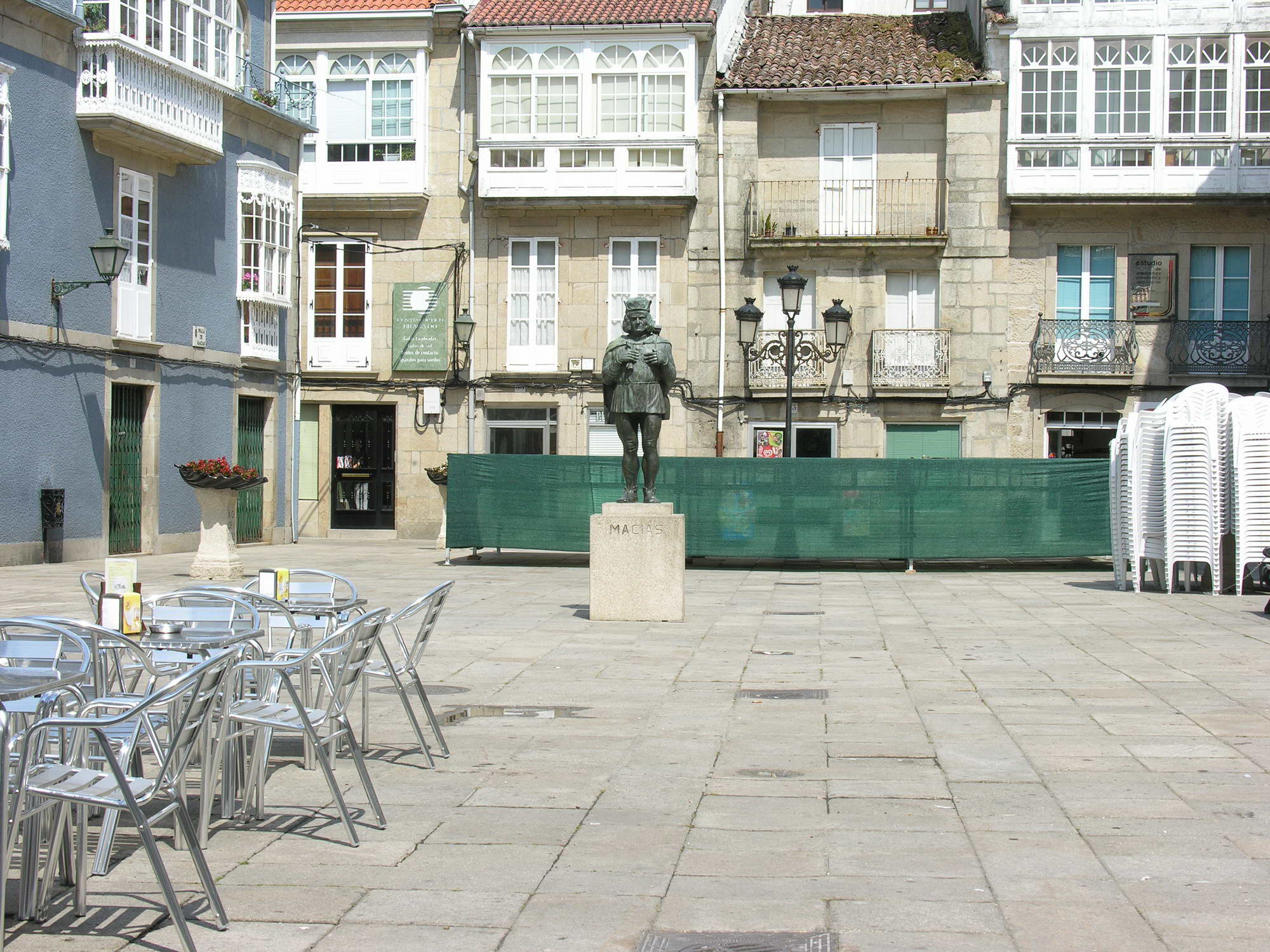
Place de Padrón
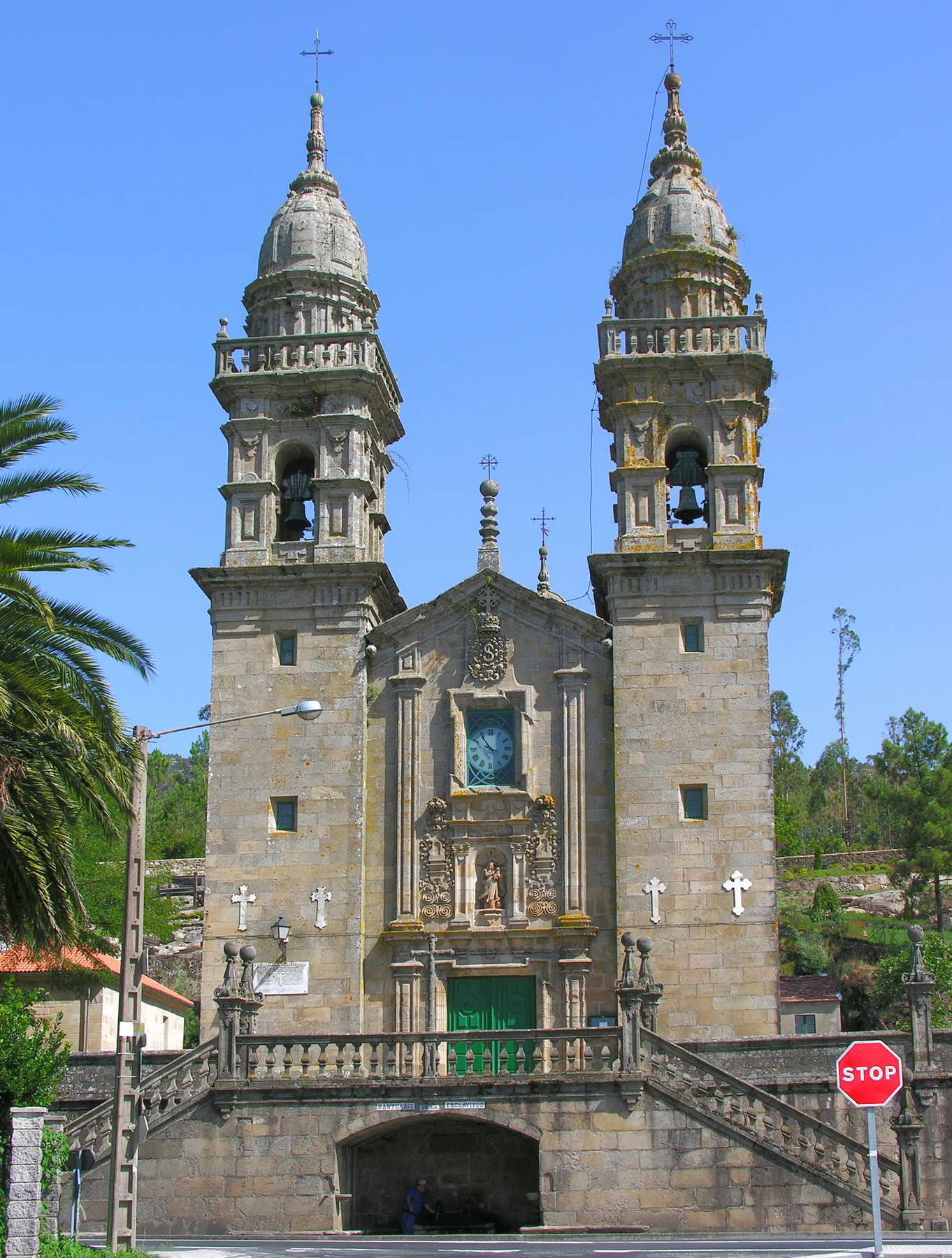
Église de Padrón
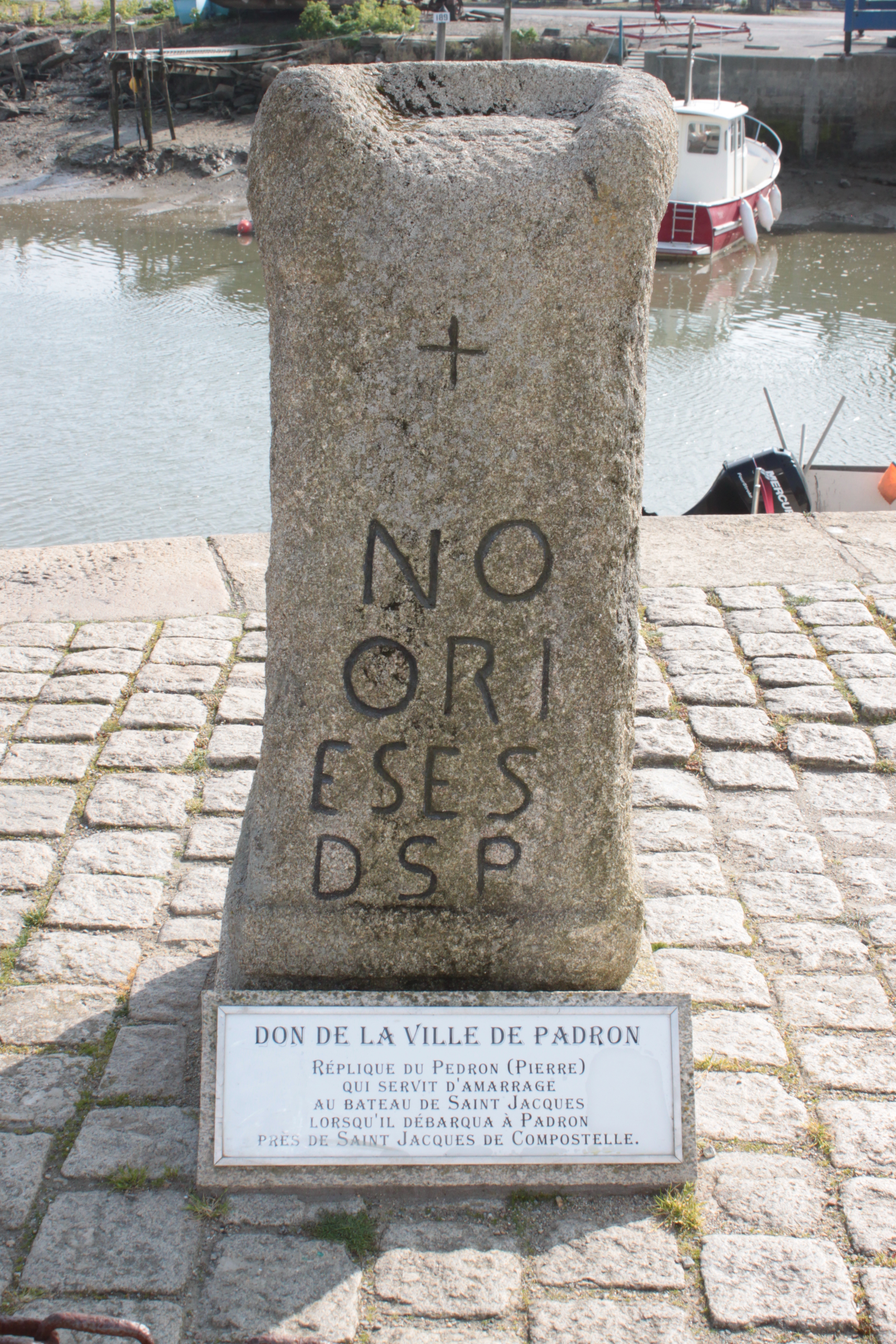
Réplique du pedrón de Saint-Jacques offerte à Noirmoutier par la ville de Padrón. Fr-85-Noirmoutier-en-l'Île.